# Перитонеодіаліз
Перитонеальний діаліз (ПД) або перитонеодіаліз (лат. peritoneum - очеревина, грец. διάλυσις — розчинення) — альтернативна процедура очищення рідин і електролітів у пацієнтів, які страждають від ниркової недостатності, також, як місцева детоксикаційна терапія при розлитому перитоніті. Перитонеальний діаліз використовує численні складки очеревини як фільтр[джерело?]. Сучасною альтернативою методу є гемодіаліз.
Рідина для діалізу вводиться в черевну порожнину за допомогою катетера у нижній стінці живота. Встановлений катетер відомий як діалізний катетер, але його справжнє ім'я - Tenckhoff, в честь лікаря, який описав цей тип діалізу.
Перитонеальний діаліз виводить продукти обміну речовин, коли нирки не функціонують належним чином, а також токсичні речовини, такі як надлишкові ендогенні рідини, які виділяються нирками, якщо їхнє функціонування в нормі. Крім цього перитонеальний діаліз допомагає виправляти дисбаланс електролітів для зменшення набряків.
При виконанні перитонеального діалізу, важливим є дотримання усіх правил асептики і антисептики, оскільки існує високий ризик виникнення перитоніту, через постійно діюючу перитонеостому, що є найбільш поширеним серйозним ускладненням.

## Види
Існують три типи перитонеального діалізу.
1. Безперервний амбулаторний перитонеальний діаліз (БАПД) називається безперервним, тому що рідина завжди є в очеревині і амбулаторії, оскільки пацієнт робить це у себе вдома. Це робиться вручну. Лікування проводиться не виходячи з дому, графік гнучкий і може бути скоригований в залежності від потреб. Для більшості пацієнтів необхідно виконати обмін 3-4 рази на день. Вони складаються з трьох етапів:
  - Злити рідину (20-30 хв)
  - Вливання нового розчину (10-15 хвилин)
  - Час, знаходження діалізного розчину до моменту зміни.
2. Автоматизований перитонеальний діаліз (АПД) проводиться в домашніх умовах, в нічний час, під час сну. Апарат контролює час, необхідний для обміну, вводить новий діалізний розчин у черевну порожнину. Коли приходить час лягати спати, ви просто повинні включити машину і підключити катетер до обладнання. Машина буде здійснювати діаліз протягом 8-9 годин під час сну. Апарати автоматизованого перитонеального діалізу є безпечними, вони легко транспортуються і можуть бути використані в будь-якому місці, де є електрика. Автоматизований перитонеальний діаліз (АПД) є популярним, поширеним методом діалізної терапії завдяки своїй простоті, зручності та високій якості життя хворих, які перебувають на даному лікуванні. Прокинувшись вранці, пацієнт із легкістю живе своїм звичним життям (працює, відпочиває, подорожує, навчається).[3] Це ідеальний вибір для активних працівників.
3. Переривний перитонеальний діаліз (ППД) цей тип діалізу виконується в зоні стаціонару, у хворих з вперше діагностованим захворюванням, які потребують негайного діалізу. Вони також зроблені для пацієнтів, які не мають можливості проводити це автоматизовано чи безперервним амбулаторним методом.

Всі ці типи перитонеального діалізу виконуються з використанням катетера Tenckhoff[джерело?].

## Переваги та недоліки перитонеального діалізу

### Переваги
- Найбільш фізіологічна методика діалізу для організму людини, адже процес очищення від уремічних токсинів відбувається постійно, аналогічно роботі здорових нирок
- Це можна робити в домашніх умовах.
- Легко навчитися.
- Легко подорожувати, сумку з розчином можна легко носити з собою у відпустці.
- Об'єм рідини, як правило, менший, ніж в гемодіалізі.
- Не вимагає деяких дієтичних обмежень (таких як при гемодіалізі).
- Пацієнти відмічають краще самопочуття, мають можливість лікуватися вдома, не залежати від діалізного центру та зекономити свій час. Також вони потребують меншої кількість лікарських препаратів у порівнянні з пацієнтами на гемодіалізі.
- Це дешевше, ніж гемодіаліз, не тільки власне ціною, але і тому, що він не вимагає поїздки в лікарні.

### Недоліки
- Це вимагає певною мірою мотивації і граничної уваги до чистоти в той час як здійснюються обміни.
- У пацієнтів похилого віку або з ослабленим зором і / або потрібно фізична підтримки сім'ї, тому що вони не можуть робити це самостійно.
- Можливі  ускладнення.

## Побічні ефекти
Перитонеальний діаліз вимагає доступу до очеревині. Оскільки цей доступ руйнує нормальні бар'єри шкіри, а так як люди з нирковою недостатністю, як правило, мають злегка пригнічену імунну систему, інфекції є досить поширеним явищем. Інфекції можуть бути локалізовані, як і в місці виходу катетера або в тунелі під шкірою, де інфекція обмежується шкірою і м'якими тканинами навколо катетера; або може бути потенційно більш серйозною, якщо досягає очеревини. В цьому випадку вона називається перитоніт перитонеального діалізу, при якому необхідний прийом антибіотиків і підтримуюча терапія (як правило, не вимагає госпіталізації) або, якщо перитоніт є серйозним, видалення або заміна катетера і зміна режиму замісної ниркової терапії гемодіалізом. Дуже важкий перитоніт може становити загрозу для життя. Довгостроковий перитонеальний діаліз може привести до змін в очеревині. Ця втрата функції може проявлятися як втрата потужності діалізу, або обмін гіршою рідини (також відомий як відмова ультрафільтрації).
Інші ускладнення, які можуть виникнути це витік рідини в оточуючих м'які тканини, часто у мошонку у чоловіків. Грижа це ще одна проблема, яка може виникнути через навантаження черевної порожнини рідиною.

## Опис етапів перитонеального діалізу
1. Джерела і матеріали, необхідні для обміну зібрані в екологічно чистому місці. Серед них так звана рідка сумка, розчин, що складається з певної кількості глюкози, розчиненої у воді. Сила цього розчину визначає градієнт осмотичного тиску і, отже, кількість води, яка буде виведена з кровотоку. Концентрації глюкози 1,36%, 2,27% і 3,86%. Більш високі концентрації призводять до збільшення забору води. Зрештою, організм поглинає розчин глюкози. Оскільки концентрація глюкози в організмі знаходиться вище норми, діаліз стає менш ефективним, і рідина повільно всмоктується з черевної порожнини. Електроліти також присутні, щоб підтримувати баланс. Пацієнти вимірюють температуру і кров'яний тиск щодня, щоб визначити, чи є затримка рідини. Апарат складається з двох мішків, один порожній і один з рідиною, з'єднані вони за допомогою гнучкої трубки з Y-образною розв'язкою, в сумці рідина нагрівається до температури тіла, щоб не викликати судом. Використовується сухе тепло.
2. Пацієнт, який виконує сам всю процедуру, повинен використовувати одноразову хірургічну маску, мити руки з антибактеріальним милом, і обгорнути чистий рушник в ділянці поясу, щоб захистити одяг. Мішок виймається з захисної упаковки, і висить на пристрої для внутрішньовенних вливань або у іншому піднятому положенні. Трубку, прикріплену до рідинного мішка розгортають, а другий мішок (порожній) поміщають на підлозі. Y-з'єднувач приєднується до кінця катетера; захисний ковпачок повинен бути знятий з обох сторін, перш ніж зробити з'єднання.
3. Після підключення до системи, закріпленої за допомогою трубки, сполучено] з мішком діалізної рідини, відкрити клапан на кінці катетера; це дозволяє рідині текти в або з черевної порожнини.
4. Коли рідина з живота витече, нижній мішок закривається за допомогою затискача. Катетерний клапан також закритий. Верхній затискач трубки після цього утилізується. Потім дренажна лінія закріплена за допомогою затискача і клапана відкривається в кінці катетера. Це дозволяє рідині текти в черевну порожнину. Заповнення черевної порожнини свіжою рідиною займає близько п'ятнадцяти хвилин.
5. Як тільки вміст мішка ( в основному залежить від розміру тіла - від 1,5 до 3 л) введений в черевну порожнину, пацієнт знову миє руки ( як правило, з антисептиком на спиртовій основі) викидає хірургічну маску. З'єднувач Y від'єднується від кінчика катетера і захисний ковпачок поміщається на початкове місце.
6. Мутний колір води, яка вийшла з черевної порожнини вказує на ймовірність перитонеальної інфекції. Всі відходи утилізуються.